# سیلوستر اچ روپر
سیلوستر اچ روپر (به انگلیسی: Sylvester H. Roper) (زاده ۲۴ نوامبر ۱۸۲۳ - درگذشته ۱ ژوئن ۱۸۹۶) مخترع آمریکایی دوچرخه بخاری که پس از تصادف با آن، دچار سکته شد و درگذشت.